# Ask (Askøy)

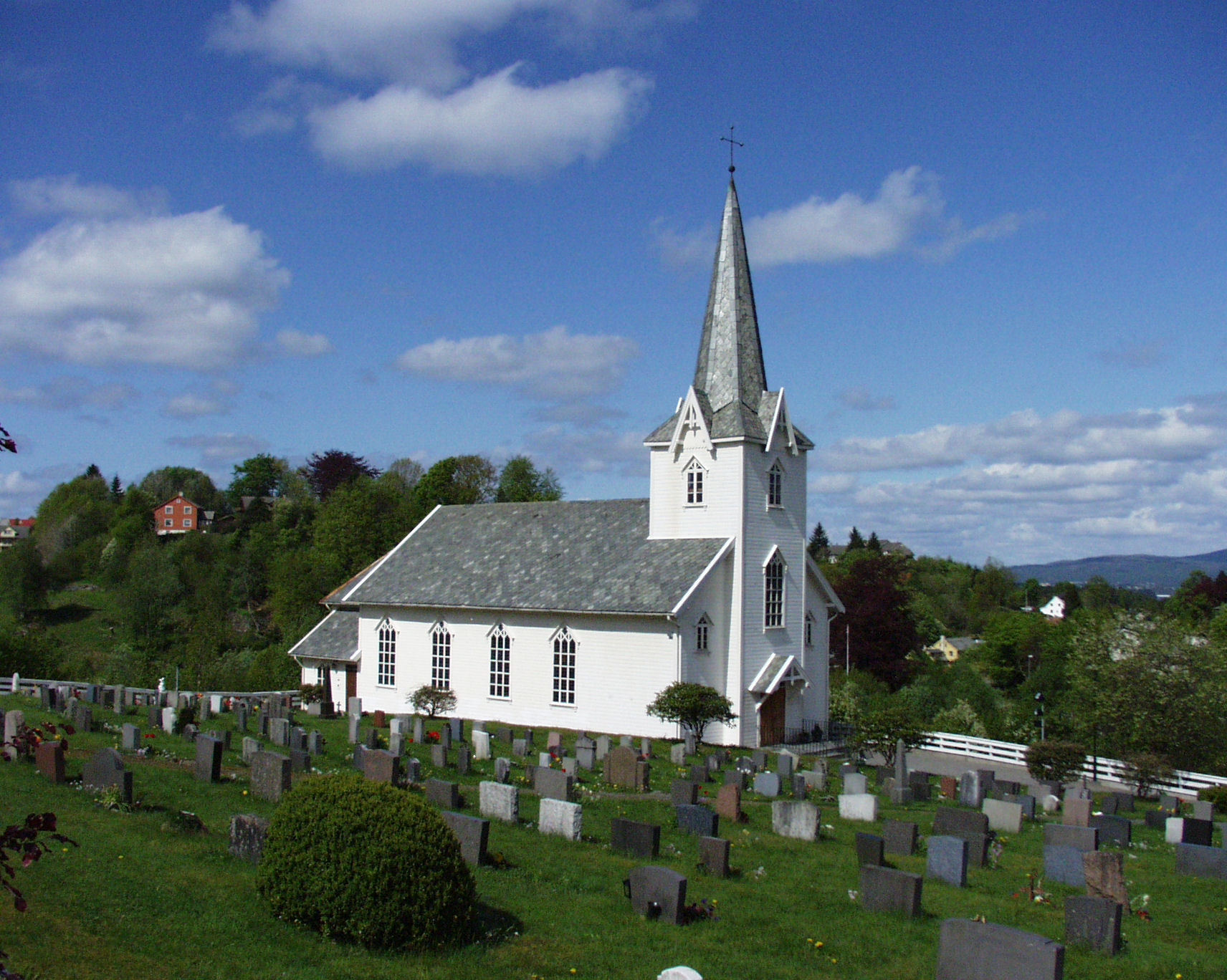
Die Kirche von Ask

Ask ist ein Ort im östlichen Teil der Kommune Askøy im norwegischen Fylke Vestland. Ask ist weithin bekannt für seine Erdbeeren, die im Sommer auf dem Marktplatz in Bergen verkauft werden. Wegen seines angenehmen Klimas und seiner Lage auf einer Insel, die von Bergen bequem zu erreichen ist, entstand im Mittelalter in Ask ein kongsgård, ein königlicher Bauernhof – das norwegische Äquivalent einer Königspfalz. Außerdem befindet sich im Ort seit etwa 1200 eine Kirche und einen Kirchhof. Der ehemalige Standort der Kirche (von ~1200 bis 1741) ist heute durch ein Steinkreuz gekennzeichnet, das derzeitige Kirchengebäude stammt von 1908.

## Geografie
Ask bildet den östlichsten Teil der Insel Askøy. Vor Ask treffen die drei Fjordarme Herdlefjord, Salhusfjord und Byfjord aufeinander. Gegenüber von Ask liegen der zum Bergener Stadtteil Åsane gehörende Ortsteil Mjølkeråen und Frekhaug auf der Insel Holsnøy. Der See Askevatnet und die umfangreichen Wälder sind im westlich von Ask gelegen.

## Ältere Geschichte
Der legendäre skandinavische Held und Skalde Starkad, dessen Abenteuer in der Gesta Danorum geschildert werden, und auch Egil Skallagrimson sowie der letzte katholische Erzbischof Norwegens Olav Engelbrektsson von Nidaros haben Beziehungen zu Ask. Die Sagas erwähnen Ask erstmals im frühen 6. Jahrhundert. König Hertjov von Hordaland reiste mit seinen beiden Söhnen Stakard und Vikar nach Agder. Wie in jener Zeit üblich bat er Grane, den Besitzer des Landes von Ask darum, diese Jungen zu erziehen. Sie wuchsen zu großen Jägern und Kriegern heran und rächten Angriffe der Wikinger von Hordaland, die einige Dörfer in Agder beraubt hatten. Ask wurde zu ihrer neuen Heimat. Doch als Vikar durch einen Unfall getötet wurde, musste Stakard das Land verlassen. Er wirkte und wurde bekannt in Dänemark und in Schweden.
Die Egils saga erzählt vom Besitze Asks im 9. Jahrhundert durch Torgeir Tyrnefot. Sein Sohn war Berg Onund, der von Egill Skallagrimson, einem der mächtigsten Männer Islands getötet wurde. Aus Rache in einem Erbstreit tötete um 960 Egil außerdem 15 oder 16 Männer und plünderte den Ort Ask. Die Kirche in Askøy wurde vermutlich auf dem nahe gelegenen heidnischen Opferberg errichtet. Erzbischof Olav Engelbrektsson, der letzte Bischof Norwegens suchte während der Reformation Schutz in Ask. 1628 kaufte Mauritz Bostede den Hof und das Land. Auch andere Bewohner Bergens hatten Ask zeitweise in Besitz, wie etwa Thomas Ericssen, dessen Hof Minde von 1775 das einzige Gebäude ist, das noch heute erhalten ist.

## Neuere Geschichte
Da Ask nur vier Kilometer nordwestlich von Bergen liegt, wurde der Ort zwischen 1880/1890 ein beliebter Ausflugsort. Regelmäßige Passagiertransporte auf dem Dampfschiff Fridtjof wurden eingerichtet. Als 1950 die Straße nach Kleppestø gebaut wurde, verringerte sich der Verkehr am Askhafen. Der erste Ehemann der Schriftstellerin Amalie Skrams, Kapitän Bernt Ulrik August Müller erwarb dort eine Mühle und sie lebten dort für einige Jahre. Emanuel Jæger begann mit der kommerziellen Erdbeerenproduktion. Er schickte seine Erdbeeren zum Hotel Fleischers bei Voss. Die Erdbeeren der deutschen Sorte Sieger waren während in jener Zeit sehr beliebt.
Der lokale Dialekt des Dorfs spiegelt auch die wirtschaftliche Nähe zu Bergen wider, denn er ist dem Bergener Dialekt ähnlicher als dem des Restes von Askøy. Nicht zuletzt verbrachten und verbringen hier wohlhabende Bergener Kaufleute ihre Sommerferien. In Ask lebten zeitweise berühmte Personen wie Fridtjof Nansen in einem Haus nahe Kongshaugen und auch Amalie Skram (von 1876 bis 1878) in der Nähe von Dambruk Ask.

## Kulturelle Aktivitäten
Am Maifeiertag wird jährlich eine Staffel abgehalten, die im Jahr 2021 zum 67. Mal stattfinden soll und damit die älteste bestehende Leichtathletikveranstaltung des Bezirkes Hordaland ist.